# Neobythites alcocki
Neobythites alcocki är en fiskart som beskrevs av Nielsen 2002. Neobythites alcocki ingår i släktet Neobythites och familjen Ophidiidae. Inga underarter finns listade i Catalogue of Life.